# Sejmik prowincjonalny

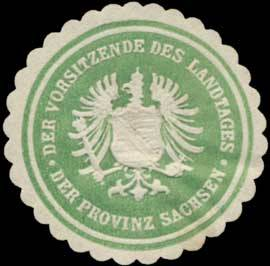
Pieczęć Przewodniczącego sejmiku prowincjonalnego Saksonii

Sejmik prowincjonalny (Provinziallandtag) – sejm samorządowy prowincji Królestwa Prus, a później prowincji kraju związkowego Prusy w latach 1823–1933.

## Historia
Dekretem królewskim z 5 czerwca 1823 roku, w prowincjach pruskich powołano do życia zgromadzenia prowincjonalne pierwotnie nazwane Provinzialstände. 22 czerwca 1842 dekret królewski ustanowił ordynację wyborczą, zgodnie z ordynacją połowa miejsc w sejmiku należała do szlachty, 1/3 do przedstawicieli mieszczaństwa i 1/6 dla przedstawicieli stanu chłopskiego. Sejmikowi przewodził marszałek (Landmarschall [marszałek ziemski] lub Landtagsmarschall [marszałek sejmikowy]) mianowany przez króla. Kompetencje sejmiku ograniczały się do spraw związanych z drogami, melioracją, ochroną przeciwpożarową i opieką nad osobami ubogimi i niepełnosprawnymi. W zachodnich prowincjach Prus (szczególnie w Westfalii), prowadzono prace nad reformą sejmików i rozszerzono ich uprawnienia oraz wprowadzono system dotacji centralnych dla realizacji zadań poszczególnych prowincji. Przestarzała i ograniczona forma samorządności w prowincjach wschodnich wymagała reform i 29 czerwca 1875 roku wydano nową regulację dotyczącą sejmików dla prowincji: Prusy Wschodnie, Prusy Zachodnie, Pomorze, Brandenburgia, Śląsk i Saksonia (Prowincja Poznańska nie została objęta reformą). Sejmikom (Provinziallandtag) nadano nowe, szersze uprawnienia oraz zmieniono sposób wyboru ich członków – byli oni odtąd wybierani przez rady powiatowe i miejskie, na 6 letnią kadencję.
Ordynacja ta obowiązywała do 1918 roku, kiedy to po likwidacji Królestwa Prus i powstaniu kraju związkowego Prusy, rozpoczęto wybieranie sejmiku prowincjonalnego w powszechnych, tajnych i bezpośrednich wyborach, na 4-letnią kadencję.
W Republice Weimarskiej przedstawiciele sejmików wchodzili w skład Reichsratu oraz formowali izbę wyższą parlamentu pruskiego (Staatsrat).